# Kalnik (województwo warmińsko-mazurskie)

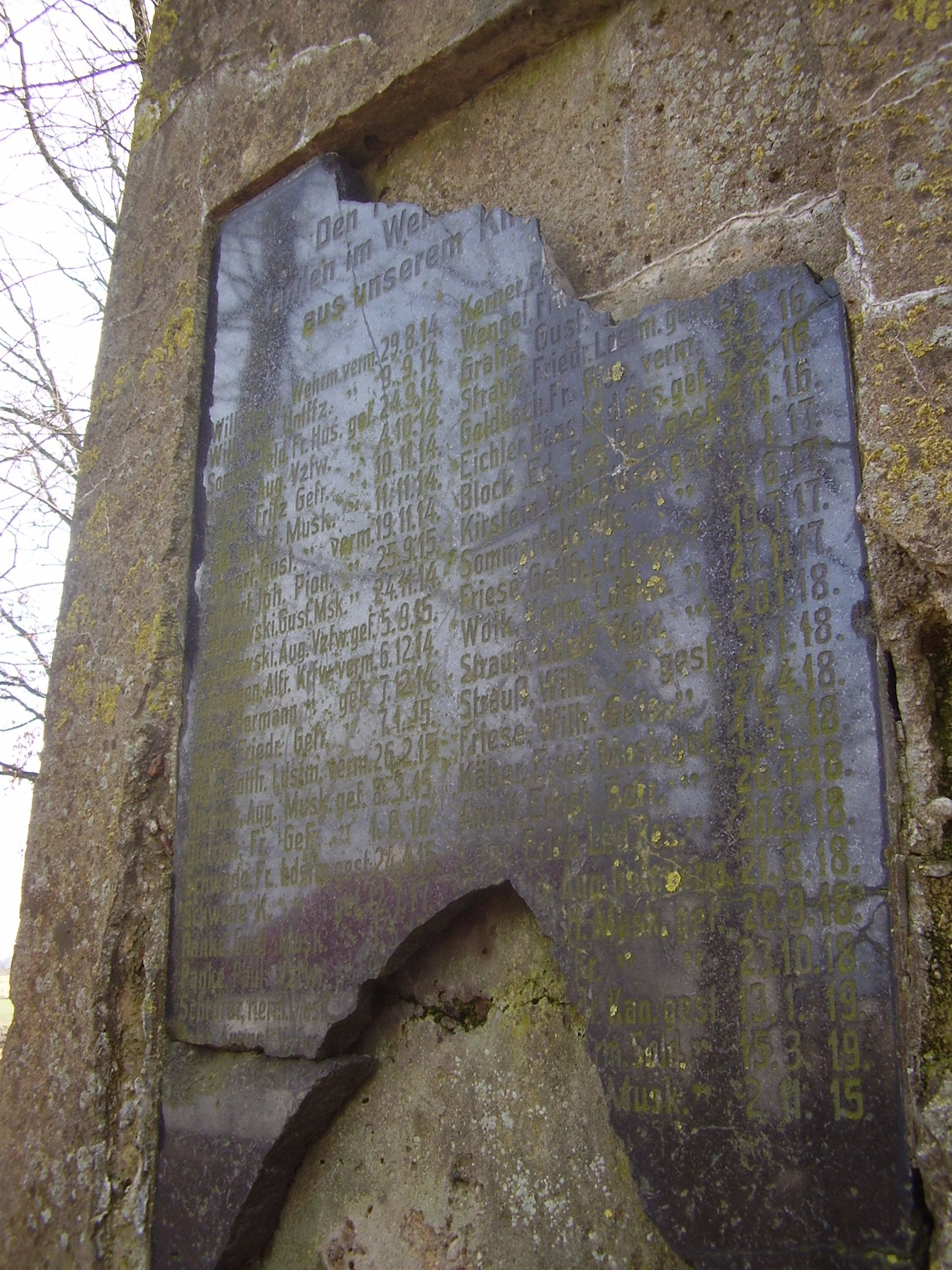
Tablica na obelisku

Kalnik (niem. Kahlau) – wieś w Polsce położona w województwie warmińsko-mazurskim, w powiecie ostródzkim, w gminie Morąg. W latach 1975–1998 miejscowość administracyjnie należała do województwa olsztyńskiego. Miejscowość leży w historycznym regionie Prus Górnych.
| SIMC    | Nazwa  | Rodzaj     |
| ------- | ------ | ---------- |
| 1047162 | Dworek | przysiółek |

We wsi znajduje się barokowy kościół Matki Bożej Szkaplerznej, wybudowany w latach 1730–1738.

## Historia
Wieś wzmiankowana w dokumentach z roku 1320 i 1331, jako wieś czynszowa na 80 włókach. Pierwotna nazwa brzmiała Kalaw. W roku 1782 we wsi odnotowano 76 domów (dymów), natomiast w 1858 w 120 gospodarstwach domowych było 810 mieszkańców. W latach 1937–1939 było 821 mieszkańców. W roku 1973 wieś należała do powiatu morąskiego, gmina Morąg, poczta Łączno.

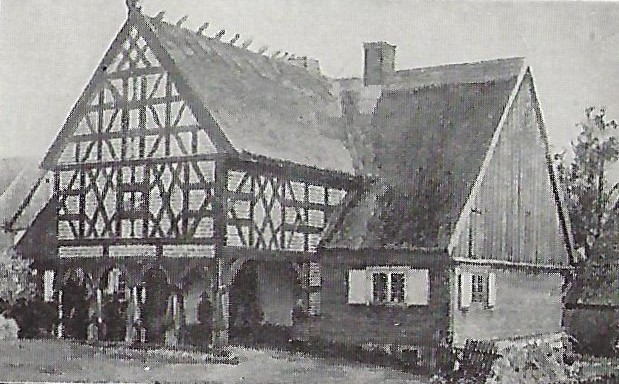
Wiejski dom w Kalniku, rok 1927